# Unsere Seelen bei Nacht
Unsere Seelen bei Nacht (Originaltitel: Our Souls at Night) ist ein US-amerikanisches Filmdrama von Ritesh Batra nach dem gleichnamigen Roman von Kent Haruf, das am 1. September 2017 im Rahmen der 74. Internationalen Filmfestspiele von Venedig seine Premiere feierte.

## Handlung
Addie Moore und Louis Waters sind Nachbarn in einer Kleinstadt in Colorado. Beide leben allein, die Kinder sind bereits lange aus dem Haus und ihre jeweiligen Lebensgefährten sind schon vor Jahren gestorben. Obwohl die beiden 70-jährigen seit Jahrzehnten in derselben Straße wohnen, wissen sie nur wenig voneinander. Eines Abends besucht Addie, die sich vor allem nachts sehr einsam fühlt und schlecht schläft, ihren Nachbarn und unterbreitet ihm einen ungewöhnlichen Vorschlag. Sie bittet Louis darum, die Nächte rein platonisch mit ihr zu verbringen, um zusammen die Einsamkeit zu überwinden. Obwohl Louis zunächst zögert, auf den Vorschlag einzugehen, willigt er schließlich ein und beginnt die Abende und Nächte bei Addie zu verbringen. 
Durch ihre allabendlichen Gespräche über ihr Leben und ihre Vergangenheit, bauen Louis und Addie schon bald eine enge Verbindung zueinander auf. Addie erzählt vom Tod ihrer elfjährigen Tochter und dessen Folgen für ihre Ehe. Louis gibt eine Affäre preis, die beinahe seine Ehe zerstört hätte. 
Den Sommer verbringen Louis und Addie mit Jamie, Addies 7-jährigem Enkelsohn, dessen Mutter die Familie kurz zuvor verlassen hat. Louis schließt Jamie schnell ins Herz. Für den Jungen baut er eine alte Modelleisenbahn auf und adoptiert einen Hund aus dem Tierheim. Zu dritt unternehmen Louis, Addie und Jamie einen Zelturlaub. Als Gene, Jamies Vater, seinen Sohn am Ende des Sommers abholt, stellt er seine Mutter wegen ihrer Beziehung mit Louis zur Rede. Aufgrund von Louis früheren Affären missbilligt er das Verhältnis seiner Mutter zu ihrem Nachbarn. Addie weigert sich jedoch, die Beziehung zu beenden.
Einige Zeit später muss Addie nach einem Sturz ins Krankenhaus. Gene versucht Addie davon zu überzeugen, bei ihm einzuziehen, was sie aber ablehnt. Kurz darauf erhält Addie jedoch mitten in der Nacht einen verzweifelten Telefonanruf von Jamie, der allein zu Hause ist. Louis und Addie fahren sofort zu ihm. Später kehrt Gene völlig betrunken zurück und konfrontiert sie damit, immer gewusst zu haben, dass seine Mutter ihn insgeheim für den Tod seiner Schwester verantwortlich mache. Daraufhin ändert Addie ihre Meinung. Sie verkauft ihr Haus und zieht bei Gene und Jamie ein. Ihre Beziehung mit Louis hält sie durch abendliche Telefongespräche vor dem Zubettgehen aufrecht.

## Rezeption
Susan Vahabzadeh von der Süddeutschen Zeitung findet, der Film sei „weder Spektakel noch filmisches Experiment, sondern einfach nur eine schön erzählte Geschichte, die manchmal lustig ist und manchmal rührend, ohne je rührselig zu werden“. Weiter sehe der Film so aus und klinge mit seiner „sanfte[n] Country-Musik und [seinen] herbstlichen Erdtönen [...] wie der letzte Film davor, den Redford und Fonda gemeinsam gemacht haben, Der elektrische Reiter (1979).“ So liege „ein wenig Nostalgie“ über dem Film.